# Rymdpatrullen
Rymdpatrullen (tyska: Raumpatrouille Orion) är en västtysk TV-serie som visades i bland annat svensk TV under 1960-talet och som handlade om en rymdskeppsbesättning som ombord på rymdskepp av typen Orion hade till uppgift att patrullera Solsystemet. Rymdpatrullen finns också som en serie böcker.
Serien sändes i sju delar med start 17 september 1966, nästan sex år innan Star Trek började spelas i västtysk TV  den 27 maj 1972. Serien slutade sändas efter en säsong på grund av för höga kostnader. I efterhand har den enligt mångas mening nått kultstatus.

## Intrig
Cliff McLane är befälhavare på Rymdskeppet Orion. Han är lätt rebellisk och ser inte något större behov av att följa givna order. I den första boken placerar han självsvåldigt en sond på ett ställe som den inte är avsedd för. Eftersom han har för vana att bryta order, förses han med ett "förkläde" i form av Tamara Jagellovsk, en humorbefriad officer, som ska se till att McLane följer order. Naturligtvis är konflikten mellan Jagellovsk och den övriga besättningen ett omedelbart faktum. Allt eftersom anpassar sig Jagellovsk till besättningen i övrigt, vilket bland annat resulterar i att hon ljuger för sin egen överordnade, Henryk Villa (händer bland annat i robotarnas uppror). Så småningom utvecklas konflikten mellan Jagellovsk och McLane till förälskelse.
Rymdskeppet Orion VII förstörs redan i "Planet ur kurs" och ersätts med en nyare version, Orion VIII.
Bevakningsrymdskeppen utgår från en hemlig bas under havsytan på jorden och de stiger upp i rymden i en kanal som bildas med hjälp av en jättestor vattenvirvel. Replikskiftena präglas av en torr, sarkastisk humor kombinerad med ett skådespeleri, som man kanske med undantag för Mr Spock i Star Trek får leta efter i närmast efterföljande filmade produktioner inom science fiction-genren.

## Rollista (i urval)
- Cliff Allister McLane (befälhavare på rymdskepp Orion)
- Tamara Jagellovsk (säkerhetstjänstofficer GST på rymdskepp Orion)
- Mario de Monti (vapenoperatör på rymdskepp Orion)
- Hasso Sigbjörnson (motoroperatör på rymdskepp Orion)
- Atan Shubashi (astrogatör på rymdskepp Orion)
- Helga Legrelle (kommunikation och rymdövervakning, på rymdskepp Orion)
- Winston Woodrov Wamsler (general, chef för Cliff)
- Henryk Villa (överste för säkerhetstjänsten GST, chef för Tamara)
- Lydia van Dyke (general, befälhavare på rymdskepp Hydra)

## Specialeffekter och miljö

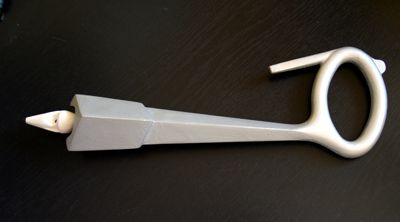
Laserpistolen "HM-4" som den ter sig i TV-serien Rymdpatrullen Orion

Många av specialeffekterna i den svart-vita serien, liksom undervattenskasinot och rymdportalen, gjordes med den så kallade Schüfftan-processen. Framtidsmiljöns kvalitet är acceptabel och håller måttet tills mer övertygande filmer som Alien dyker upp.

## Musik och introduktion
Musiken komponerades av Peter Thomas.
Varje avsnitt inleds med en talad introduktion som anger seriens ton och atmosfär. I det tyska originalet lyder introduktionen:
"Was heute noch wie ein Märchen klingt, kann morgen Wirklichkeit sein. Hier ist ein Märchen von Übermorgen: es gibt keine Nationalstaaten mehr. Es gibt nur noch die Menschheit und ihre Kolonien im Weltraum. Man siedelt auf fernen Sternen. Der Meeresboden ist als Wohnraum erschlossen. Mit heute noch unvorstellbaren Geschwindigkeiten durcheilen Raumschiffe unser Milchstraßensystem. Eins dieser Raumschiffe ist die ORION, winziger Teil eines gigantischen Sicherheitssystems, das die Erde vor Bedrohungen aus dem All schützt. Begleiten wir die ORION und ihre Besatzung bei ihrem Patrouillendienst am Rande der Unendlichkeit."
Svensk översättning:
"Vad som kan låta som en saga idag kan vara morgondagens realitet. Detta är en saga från övermorgon: Det finns inte längre några nationer. Det finns bara ett människosläkte och dess kolonier i rymden. Människor har bosatt sig på avlägsna planeter. Havsbottnen har gjorts beboelig. I hastigheter otänkbara idag rusar rymdfarkoster genom vår galax Vintergatan. En av dessa farkoster är ORION, en liten del av ett gigantiskt säkerhetssystem som skyddar jorden från hot från yttre rymden. Låt oss följa ORION och dess besättning där de patrullerar vid randen av evigheten."

## Avsnitt
Följande avsnitt är filmade av serien:
- Hotet från rymden
- Planet ur kurs
- Robotarnas uppror
- Dödsstrålen
- Striden om solen
- Rymdkaparna
- Invasion utifrån

De sju ovannämnda filmade avsnitten bygger på böcker tillhörande genren science fiction, skrivna av Hans Kneifel och på svenska utgivna inom pocketbokserierna Kosmos och Saturnus.

## Övriga böcker
Dessutom finns av samme författare i nämnda bokserier följande böcker om rymdskeppet Orion:
- Jorden i fara
- Planet 905 svarar inte
- Farornas planet
- Nödlarm från rymden
- Jorden hotad!

Inom nämnda bokserier finns dessutom böcker skrivna av andra författare, som ej handlar om Orion.

### Fotnoter
1. ↑  Frank Behrens (16 september 2011). ”Deutsche im Weltall” (på tyska). Spiegel. http://www.spiegel.de/einestages/tv-kult-raumpatrouille-orion-a-947327.html. Läst 9 juli 2016.
2. ↑  ”Die Geschichte von Star Trek in Deutschland” (på tyska). Star Trek-Galaxie. Arkiverad från originalet den 16 augusti 2016. https://web.archive.org/web/20160816150212/http://www.startrek-galaxie.de/frame.php?style=Org&file=datenbank%2FSTGeschichteD.php. Läst 9 juli 2016.